# Siata Tarraco
El Siata Tarraco es un sedán de corte deportivo basado en el SEAT 600, que fue fabricado por la filial Siata Española S.A. en su fábrica situada en Tarragona. El nombre del modelo hacía referencia a la antigua ciudad romana de Tarraco, origen de la ciudad moderna de Tarragona.
Las modificaciones mecánicas consistieron en aumentar la cilindrada del motor a 750 cc y luego a 850 cc. Del modelo se fabricó un total de 598 unidades.